# 于晖 (北魏)
于晖（?—?），出自河南于氏，北魏大臣。
于晖是太尉于栗磾的玄孙，尚书令、侍中于洛拔的曾孙。祖父于果，严毅直亮，有父兄之风。自中散转任光禄大夫，守尚书，赐爵武城子。太和年间，历朔州、华州、并州、恒州四州刺史。父亲于砾，袭武城子。太子舍人、通直散骑常侍。卒赠右将军、洛州刺史，谥号哀。于晖官至征东将军（四征将军之一）、金紫光禄大夫。于晖弟于道扬，官至仪同开府谘议参军。